# Арданж
Арданж (фр. Hardanges) насеље је и општина у западној Француској у региону Лоара, у департману Мајен која припада префектури Мајен.
По подацима из 2011. године у општини је живело 203 становника, а густина насељености је износила 10,98 становника/km². Општина се простире на површини од 18,48 km². Налази се на средњој надморској висини од 225 метара (максималној 327 m, а минималној 149 m).

## Демографија
| 1962. | 1968. | 1975. | 1982. | 1990. | 1999. | 2011. |
| ----- | ----- | ----- | ----- | ----- | ----- | ----- |
| 298   | 376   | 335   | 300   | 258   | 245   | 203   |

График промене броја становника у току последњих година